# SoftBank X02HT
SoftBank X02HT（ソフトバンクX02HT）はHTCが開発しソフトバンクモバイルが販売するW-CDMA及びGSM通信方式に対応するWindows Mobile 6 Standard版をOSに搭載したスマートフォン(HTC S630: Cavalier)。
2007年（平成19年）9月21日発売。

## 対応サービス・機能
- Windows Mobile 6 Standard 日本語版搭載
- Windows Live for Windows Mobile 搭載
  - Windows Live メール
  - Windows Live メッセンジャー
- HTML形式のメールを読める
- メディアプレイヤー
  - AMR/AAC/HE-AAC/WAV/WMA/WMV/MP3 対応
- かんたんWi-Fi接続

| 主な対応サービス         | 主な対応サービス                | 主な対応サービス     | 主な対応サービス |
| ------------------------ | ------------------------------- | -------------------- | ---------------- |
| S!一斉トーク             | S!ともだち状況                  | Yahoo!mocoa          |                  |
| S!ループ                 | S!タウン                        | S!速報ニュース       |                  |
| PCサイトダイレクト       | 電子コミック                    | S!アプリ             |                  |
| 着うたフル／着うた       | デコレメール                    | S!電話帳バックアップ |                  |
| S!FeliCa                 | S!ミュージックコネクト          | S!GPSナビ            |                  |
| コンテンツおすすめメール | TVコール                        | 世界対応ケータイ     |                  |
| ワンセグ                 | 3G ハイスピード 下り最大1.8Mbps | S!おなじみ操作       |                  |

## 特徴
海外での製品名・HTC S620に日本向けのカスタマイズを施した端末だという指摘もあるが、実際の機能はUMTS（3G）およびHSDPAに対応するなど異なっており、形状も大まかには同一機種のように見えるが実際にはボタンの形状や筐体デザインそのものも微妙に異なっている。また、別にX01HTの後継機というわけではなくX01HTも併売されている。なお、日本では初めてOSにWindows Mobile 6 Standard版を採用した端末で、X01HTやWindows Mobile 6 Professionalを搭載したX01Tのようにタッチパネルでの操作はできない。
日本国外で人気の「BlackBerry」のようにQWERTYキーボードを搭載したストレート型端末の形をしている。
本体右サイドに静電パッド「JOGGR」を搭載。なぞるだけで上下の操作や、タッチするとクリックと同じ動作をする。静電パッド自体はV401D (三菱電機製) の「コントロールパッド」と似ている。